# Písečné (ort i Tjeckien, Södra Böhmen)
Písečné är en ort i Tjeckien.   Den ligger i distriktet Jindřichův Hradec och regionen Södra Böhmen, i den centrala delen av landet, 150 km sydost om huvudstaden Prag. Písečné ligger 437 meter över havet och antalet invånare är 563.
Terrängen runt Písečné är huvudsakligen platt. Písečné ligger nere i en dal.Runt Písečné är det ganska glesbefolkat, med 22 invånare per kvadratkilometer. Närmaste större samhälle är Slavonice, 8,9 km väster om Písečné. Trakten runt Písečné består till största delen av jordbruksmark.